# Augusta, Montana
Augusta är en ort i Lewis and Clark County i delstaten Montana, USA.